# Ромелль, Ларс
Ларс Ромелль (швед. Lars Romell; 1854—1927) — шведский миколог. Отец ботаника, автора множества работ по экологии, физиологии, лесоводству и почвоведению, Ларса-Гуннара Ромелля (1891—1981).

## Биография
Ларс Ромелль родился 4 декабря 1854 года в небольшом городе Кумла в лене Эребру. Учился в Уппсальском университете, где познакомился с Хампусом фон Постом и заинтересовался изучением грибов. Через Поста Ромелль получил доступ ко книгам и рукописям Э. М. Фриса.
В 1885 году получил степень бакалавра, в следующем году был назначен профессором Норрмальмской латинской школы в Стокгольме. В 1887 году перешёл в Эстермальмскую гимназию, где работал адъюнкт-профессором. С 1890 года Ромелль работал поверенным. Ромелль существенно расширил гербарий Шведского государственного музея естественной истории (S), он приобрёл для него гербарий Дж. Брезадолы. С 1915 по 1920 он работал куратором ботанического отделения музея.
Ларс посвятил несколько монографий родам базидиомицетовых грибов, особенно важными являются его работы по родам Russula и Polyporus.
Ларс Ромелль скончался 13 августа 1927 года в Уппсале. Во время похорон ему была посмертно присвоена почётная степень доктора наук Уппсальского университета.

## Некоторые научные публикации
- Romell, L. in Krok, Th.O.B.N. & Almquist, S. (1898, 1907, 1917) Svampe // Svensk flora för skolor. Ed. 2, 3, 4.
- Romell, L. (1901). Hymenomycetes austro-americani. 61 p., 3 pl.
- Romell, L. (1912). Hymenomycetes of Lappland. 35 p., 2 pl.

## Роды грибов, названные в честь Л. Ромелля
- Romellia Berl., 1900 [syn.  Togninia Berl., 1900]
- Romellia Murrill, 1904, nom. illeg. [syn.  Phaeolus (Pat.) Pat., 1900]
- Romellina Petr., 1955